# Філіпп Лінгарт
Філіпп Лінгарт (нім. Philipp Lienhart, нар. 11 липня 1996, Лілієнфельд) — австрійський футболіст, захисник клубу «Фрайбург» та національної збірної Австрії.

## Клубна кар'єра
Народився 11 липня 1996 року в місті Лільєнфельд. Вихованець клубу «Рапід» (Відень). З 2013 року став виступати за резервну команду, в якій провів один сезон, взявши участь у 28 матчах чемпіонату.
У 2014 році на правах оренди перейшов в мадридський «Реал», де сезон відіграв за третю команду. У 2015 році підписав контракт з «вершковими», які заплатили за австрійця 800 тис. євро, і почав виступати за резервний склад, «Реал Мадрид Кастілья». 2 грудня в матчі Кубка Іспанії проти «Кадіса» дебютував за основний склад, замінивши у другому таймі Хамеса Родрігеса. Тим не менш цей матч так і залишився єдиним у першій команді «Реала» для Лінгарта.
Влітку 2017 року Лінгарт на правах оренди перейшов у німецький «Фрайбург». 20 серпня в матчі проти франкфуртського «Айнтрахта» він дебютував у Бундеслізі. По закінченні оренди у червні 2018 року німецький клуб повністю викупив гравця за 2 млн євро. Станом на 25 червня 2019 року відіграв за фрайбурзький клуб 25 матчів в національному чемпіонаті.

## Виступи за збірні
2014 року дебютував у складі юнацької збірної Австрії, взяв участь у 13 іграх на юнацькому рівні. У складі збірної до 19 років взяв участь в юнацькому чемпіонаті Європи в Угорщини. На турнірі він зіграв у всіх чотирьох матчах і став з командою півфіналістом турніру. Цей результат дозволив команді взяти участь у молодіжному чемпіонаті світу 2015 року у Нової Зеландії. На турнірі зіграв у трьох матчах і дійшов з командою до 1/8 фіналу.
З 2014 по 2019 рік залучався до матчів молодіжної збірної Австрії, у її складі поїхав на молодіжний чемпіонат Європи 2019 року в Італії. У другому матчі в групі проти Данії він відзначився голом на 47-й хвилині з пенальті, але його команда поступилася 1:3 і не вийшла в плей-оф. Всього на молодіжному рівні зіграв у 30 офіційних матчах, забив 3 голи.
9 жовтня 2017 року в відбірковому матчі чемпіонату світу 2018 року проти збірної Молдови дебютував у складі національної збірної Австрії.
| Дата      | Місто   | Господарі | Результат | Гості   | Турнір            | Голи | Примітки |
| --------- | ------- | --------- | --------- | ------- | ----------------- | ---- | -------- |
| 9-10-2017 | Кишинів | Молдова   | 0 – 1     | Австрія | Відбір до ЧС 2018 | -    |          |
| Усього    |         | Матчів    | 1         |         | Голів             | 0    |          |